# Ryota Suzuki
Ryota Suzuki (født 10. februar 1994) er en japansk fodboldspiller, som spiller for den japanske fodboldklub JEF United Chiba.